# Disperatul
Disperatul este o pictură în ulei pe pânză realizată de Gustave Courbet în 1843-1845. Este un autoportret al unui tânăr care privește fix în față, cu mâinile încleștate în păr.

## Descriere
Lucrarea este un autoportret al lui Gustave Courbet, care este înfățișat într-un prim-plan al feței sale, cu gura întredeschisă și privirea fixată în cea a privitorului. Are ochii larg deschiși, iar cele două mâini par să smulgă părul. Paloarea feței contrastează cu negrul părului și a bărbii, întărită de albul cămășii.
Sursa de lumină vine de sus, din stânga, și accentuează contrastele.

## Istoria tabloului
În anii 1840, Courbet a realizat o serie de portrete pentru prieteni și clienți, precum și autoportrete, inclusiv cel cunoscut sub numele de Autoportret cu un câine negru (1842). Și-a petrecut timpul la Luvru copiindu-i pe José de Ribera, Francisco de Zurbarán, Diego Velázquez și Rembrandt , care i-au influențat lucrările timpurii, precum și, mai târziu, în 1849, picturile din Epoca de Aur a picturii neerlandeze: artistul de douăzeci și cinci de ani își căuta încă orientarea.
Se crede că acest tablou (ulei pe pânză, 45 x 54 cm) a fost realizat între 1843 și 1845, la începutul mutării sale la Paris. Îl arată „disperat”", dar mai ales în floarea tinereții.
Courbet ținea foarte mult la acest tablou, pe care l-a luat cu el în exil în Elveția în 1873. Câțiva ani mai târziu, doctorul Paul Collin, care se afla la căpătâiul lui Courbet în ultimele sale zile de viață, a descris atelierul pictorului și, în special, „un tablou care îl înfățișa pe Courbet cu o expresie disperată, pe care îl intitulase din acest motiv Disperare”.
Tabloul aparține unei colecții private de investiții, dar a fost expus la Musée d'Orsay în 2007.

## Analiză
Courbet a adoptat aici un format peisagistic (orizontal și dreptunghiular), în timp ce, în mod tradițional, acest tip de pictură folosește formatul portret (vertical).
Abordarea romantică a portretului a fost dedicată exprimării emoțiilor. Acest portret se înscrie în această tendință, iar Courbet, deși nu s-a definit niciodată ca fiind un pictor romantic, și-a realizat primele tablouri sub această influență. Astfel, Disperatul urmează expresiile stereotipice ale capului de care au abuzat davidienii târzii; dar stilul său energic evocă și pictori spanioli, precum Ribera și Zurbarán, pe care Courbet îi studia la Louvre în acea perioadă.
Nu se știe dacă titlul acestui tablou se referă la disperarea personajului și, prin urmare, a artistului, sau dacă este un exercițiu teoretic. Oare acest om, despre care se spunea că era îndrăgostit de viață, încerca să-și arate partea sa întunecată, așa cum i-a dezvăluit prietenului și protectorului său Alfred Bruyas într-o scrisoare: „Cu această mască de râs cu care mă cunoști, ascund înăuntru durere, amărăciune și o tristețe care se agață de inimă ca un vampir”.
În 2012, o scenă din filmul Associés contre le crime, cu Catherine Frot și André Dussollier, se referă în mod clar la acest tablou de Courbet.
Tabloul este citat și în cartea lui Jean-Christophe Grangé, Le Passager, în cel de-al treilea capitol („Narcisse”).